# La Femme du boucher
Pour plus de détails, voir Fiche technique et Distribution.
La Femme du boucher (The Butcher's Wife) est un film américain réalisé par Terry Hughes sorti en 1991.

## Synopsis
Marina, une jeune femme héritière d'une longue famille de voyantes, pense avoir trouvé l'homme de sa vie et futur mari lorsqu'elle le voit en rêve. Un jour, son rêve se réalise, elle aperçoit sur la plage près de chez elle, Léo Lemke en train d'accoster dans sa petite barque de pêche. Le jour même, elle demande à Léo de l'épouser et dans la foulée les nouveaux mariés partent pour New York, où Léo est patron d'une petite boucherie à Brooklyn. Mais l'arrivée de Marina va bouleverser la vie de certaines personnes habitant ou travaillant dans le quartier, ainsi que la sienne et celle de Léo.

## Fiche technique
- Titre français : La Femme du boucher
- Titre original : The Butcher's Wife
- Réalisation : Terry Hughes
- Scénario : Ezra Litwak et Marjorie Schwartz
- Musique : Michael Gore et Steven Jae Johnson
- Photographie : Frank Tidy
- Montage : Donn Cambern
- Costumes : Theadora Van Runkle
- Production : Lauren Lloyd & Wallis Nicita
- Société de production et de distribution : Paramount Pictures
- Pays :  États-Unis
- Langue : anglais
- Format : Couleur - Dolby - 35 mm - 1.85:1
- Genre : Comédie romantique et fantastique
- Durée : 110 min / édition allemande : 98 min
- Public : Tous

## Distribution
- Demi Moore : Marina Lemke
- Jeff Daniels (VF : Michel Dodane) : Dr Alex Tremor
- George Dzundza (VF : Patrick Floersheim) : Leo Lemke
- Mary Steenburgen : Stella Keefover
- Frances McDormand : Grace
- Margaret Colin : Robyn Graves
- Max Perlich : Eugene
- Miriam Margolyes : Gina
- Helen Hanft : Molly
- Luis Avalos : Luis

 Source et légende : version française (VF) sur RS Doublage

## Distinction

### Nomination
- Nomination aux Razzie Awards de 1992 pour la pire actrice (Worst Actress) en défaveur de Demi Moore (également pour Nothing But Trouble 1991).